# هلنا ۱۰۱
سیارک ۱۰۱ (به انگلیسی: 101 Helena) صد و یکمین سیارک کشف شده‌است که در ۱۵ اوت ۱۸۶۸ کشف شد.
قدر مطلق سیارک برابر ۸٫۳۳ است.